# Skrahliwka
Skrahliwka (ukr. Скраглівка, hist. pol. Skrahlówka) – wieś na Ukrainie, w obwodzie żytomierskim, w rejonie berdyczowskim, w hromadzie Berdyczów. W 2001 liczyła 1512 mieszkańców, spośród których 1498 wskazało jako ojczysty język ukraiński, 13 rosyjski, a 1 mołdawski.
Znajduje się tu przystanek kolejowy Rajky, położony na linii Koziatyn – Berdyczów – Szepetówka.